# Ingerület
Az ingerület (impulzus) az inger haladását jelenti az idegsejteken. Ez a folyamat egy bioelektromos jelenség, amely oxigénfogyasztással és hőtermeléssel jár, és kifejezője az akciós-potenciálgörbe, amit oszcilloszkóppal lehet kimutatni. A megfelelő ingerre az ingerlékeny szövetek anyagcseréjük megváltoztatásával válaszolnak, ezt az anyagcsere változást nevezzük ingerületnek.

## Ingerületvezetés
Ha az inger kellő erősségű, az ingerület nem szorítkozik az ingerlés közvetlen helyére, hanem szétterjed az egész szövetben. Az ingerületvezetés megnyilvánulásának jellegét az ingerlékeny szövet tulajdonságai határozzák meg.
Hatásos ingerre - az inger természetétől függetlenül - az izom összehúzódással, a mirigy-szövet váladéktermeléssel, az idegrost ingerületvezetéssel stb. válaszol.

## Terjedése
A membrán felszínén az ingerületvezetés a potenciálkülönbségeken alapszik. Így halad az ingerület. Ez minden sejtre jellemző, csak más szövet sejtjeinél a potenciálkülönbség nem túl nagy, így nem vezeti, kivétel az idegsejt és az izomsejt, ezért csakis ezek a sejtek ingerelhetőek.
A sejtmembrán külső és belső felén különböző egy vegyértékű ionok vannak. A külső felén Na+ nagy mennyiségben, és Cl− kis mennyiségben, tehát a sejtmembrán külső fele pozitív töltésű. Belső felén: K+ és nagy mennyiségben fehérje negatív töltésű anionok vannak, ezért a belső fele negatív töltésű lesz. Ezeket a membránokat polarizált membránnak nevezzük. Nagy az elektromos potenciálkülönbség, −90 mV (nyugalmi feszültség). Ha inger éri a membránt, akkor egy rövid időre megváltozik a feszültség. Ez azért alakul ki, mert az inger hatására a membrán áteresztővé válik a Na+-mal és nagy mennyiségű Na+ áramlik be az idegsejtbe. Így egy rövid időre a belseje válik pozitívvá és a külseje lesz negatív. Ezt depolarizációnak nevezzük. Ez az akcióspotenciál-hullámként halad végig a membránon, végül visszaáll az eredetire.

## Az akciós potenciál görbéje
Az akciós potenciál görbéje 5 szakaszból áll: 
- nyugalmi potenciál – a membránra még nem hatott ingerület;
- depolarizáció – a Na+ ionok áramlása megkezdődik;
- csúcspotenciál – az áramlás mértéke a legnagyobb;
- repolarizáció – megindulnak visszaáramlani az ionok a kezdeti helyre;
- hiperpolarizáció –  a membrán belső fele egy rövidebb ideig negatívabb lesz, mint a nyugalmi potenciálkor. Ez azért van, hogy az ideg ne legyen rögtön ingerelhető (refrakter állapot).

A görbe magassága mindig ugyanolyan, vagyis érvényes a „minden vagy semmi” törvénye, ha az inger eléri az ingerküszöböt, kialakul az akciós potenciál, és a továbbiakban bármennyire nagy inger éri nem változik meg a magassága, ha viszont nem éri el az ingerküszöböt, semmi sem történik.
Ha nagyobb volt az inger, a hullámok sűrűn vannak. Tehát a hullám frekvenciája mutatja az erősséget, nem a hullám magassága. Egy ilyen akció a másodperc ezrede alatt játszódik le.
Az ingerület haladása az idegsejtben függ az idegsejt tulajdonságától, a mielinhártya jelenlététől (ha van, akkor a Ranvier befűződésen halad, így akár 120 métert is megtesz szekundumonként, de ha nincs mielinhártya, akkor a haladási sebesség csak pár m/s), külső tényezők (hőmérséklet, nyomás…), vegyi anyagok jelenléte (például alkohol, drog).